# André Réal
Pour les articles homonymes, voir Real.
André Réal né le 10 novembre 1755 à Grenoble et décédé le 18 octobre 1832 dans la même ville Rue des Vieux-Jésuites (actuelle Rue Jean-Jacques Rousseau) est un homme politique et conventionnel français.

## Biographie
Il est né paroisse Saint-Hugues à Grenoble où il était avocat en 1789. Député de l'Isère à la Convention, il siège dans les rangs de la Plaine et s'occupe surtout des questions financières. Il vote pour la détention puis le bannissement à la paix de Louis XVI, est absent à l'accusation de Marat et vote en faveur du rétablissement de la Commission des Douze. Il est élu à la Commission des Vingt-et-Un chargée d'enquêter sur les anciens membres du Comité de Salut public, Barère, Billaud-Varenne et Collot d'Herbois et sur l'ancien membre du Comité de Sûreté générale, Vadier.  
Envoyé en mission près l'armée des Alpes en 1795, il contribua à réprimer les mouvements séditieux de Toulon, d'Aix et de Marseille. Il fit en 1796 partie du conseil des Cinq-Cents et présenta un projet sur le régime hypothécaire qui fut converti en loi.
En 1800, il entra dans la magistrature et devint en 1812 président de la cour d'appel de Grenoble. Il se démit à la Restauration et vécut depuis dans la retraite.

## Sources
- « André Réal », dans Adolphe Robert et Gaston Cougny, Dictionnaire des parlementaires français, Edgar Bourloton, 1889-1891 [détail de l’édition]
- Marie-Nicolas Bouillet  et Alexis Chassang (dir.), « André Réal » dans Dictionnaire universel d’histoire et de géographie, 1878 (lire sur Wikisource)